# Chronicon Compostellanum
El Chronicon Compostellanum (Cronicón compostelano en castellano) es una crónica narrativa en latín medieval sobre la historia de España, desde la invasión visigoda (siglo V) hasta la muerte de Urraca I de León, el 8 de marzo de 1126. Fue probablemente escrita poco después de aquella fecha y seguramente en Galicia. 
Comprende la historia del reino visigodo y del reino de Asturias, incorporando la Laterculus regum Ovetensium («Lista de los reyes de Oviedo»), una lista de regentes astures desde Don Pelayo hasta Alfonso II, escrita hacia el 791 y también incorporada en el Chronicon Iriense y en el Annales Portugalenses veteres. También en el siglo XI, en el reino de León, se redactó la Historia Silense (1109–18), por lo que el Chronicon Compostellanum es la segunda fuente más antigua que ha llegado hasta la actualidad. La causa de la muerte de Urraca (trabajando con el hijo de su amante, Pedro González de Lara) aparece en el Chronicon. Su primer editor, Enrique Flórez, en su vigésimo octava nota  preliminar al apéndice de documentos latinos en el volumen veintitrés de su "España Sagrada", describió así el texto:

Este documento fue escrito en unas copias de la Historia Compostelana, que tuve al tiempo de publicar aquella Historia, y por esto le doy nombre de Chronicon, tomado de uno de aquellos Codices, porque tampoco está en todos, pues no es obra de sus Autores, sino de algun posterior, y nada afecto a la Reyna D. Urraca, madre de D. Alfonso VII. Su copia salió muy errada en los números del principio: pero tiene muchas individualidades acerca de los hijos de D. Fernando I. por lo que, y habiéndole ya citado en otras partes, le damos con los otros.

## Ediciones
- Enrique Flórez, ed. "Chronicon ex Historiæ Compostellanæ Codice. Nunc primum editum." España Sagrada, XX (1765), 608–13, y XXIII (1767), 325–28. Madrid.
- Emma Falque Rey, ed. "Chronicon Compostellanum", Habis, 14 (1983): 73–83.